# جو مارتن (لاعب كرة قدم أمريكية)
جو مارتن (بالإنجليزية: Joe Martin)‏ هو لاعب كرة قدم أمريكية أمريكي، ولد في 25 أكتوبر 1983.